# Micromorphe obscura
Micromorphe obscura är en fjärilsart som beskrevs av Moore 1859. Micromorphe obscura ingår i släktet Micromorphe och familjen tofsspinnare. Inga underarter finns listade i Catalogue of Life.